# Papua-Nowa Gwinea na Letnich Igrzyskach Olimpijskich 1996
Papuę-Nową Gwineę na Letnich Igrzyskach Olimpijskich 1996 reprezentowało 11 zawodników (sami mężczyźni). Był to 5 start reprezentacji Papui-Nowej Gwinei na letnich igrzyskach olimpijskich.

## Skład kadry

### Boks
Mężczyźni
| Zawodnik     | Konkurencja                       | 1/16 finału               | 1/8 finału       | Ćwierćfinały     | Półfinały        | Finał            | Pozycja  | Źródło |
| Zawodnik     | Konkurencja                       | Przeciwnik Wynik          | Przeciwnik Wynik | Przeciwnik Wynik | Przeciwnik Wynik | Przeciwnik Wynik | Pozycja  | Źródło |
| ------------ | --------------------------------- | ------------------------- | ---------------- | ---------------- | ---------------- | ---------------- | -------- | ------ |
| Howard Gereo | waga musza (do 51 kg)             | Damaen Kelly Porażka      | NQ               | NQ               | NQ               | NQ               | 17.- 32. | [ 1 ]  |
| Lynch Ipera  | waga piórkowa (do 57 kg)          | Daniel Attah Porażka      | NQ               | NQ               | NQ               | NQ               | 17.- 31. | [ 2 ]  |
| Henry Kungsi | waga lekka (do 60 kg)             | Agnaldo Magalháes Porażka | NQ               | NQ               | NQ               | NQ               | 17.- 31. | [ 3 ]  |
| Steven Kevi  | waga lekkopółśrednia (do 63,5 kg) | Davis Mwale Porażka       | NQ               | NQ               | NQ               | NQ               | 17.- 32. | [ 4 ]  |

### Lekkoatletyka
Mężczyźni
| Zawodnik                                  | Konkurencja                | Eliminacje | Eliminacje | Ćwierćfinały | Ćwierćfinały | Półfinały | Półfinały | Finał | Finał   | Źródło |
| Zawodnik                                  | Konkurencja                | Czas       | Pozycja    | Czas         | Pozycja      | Czas      | Pozycja   | Czas  | Pozycja | Źródło |
| ----------------------------------------- | -------------------------- | ---------- | ---------- | ------------ | ------------ | --------- | --------- | ----- | ------- | ------ |
| Peter Pulu                                | Bieg na 100 m              | 10,76      | 9.         | NQ           | NQ           | NQ        | NQ        | NQ    | NQ      | [ 5 ]  |
| Amos Ali                                  | Bieg na 200 m              | 21,37      | 5.         | NQ           | NQ           | NQ        | NQ        | NQ    | NQ      | [ 6 ]  |
| Subul Babo                                | Bieg na 400 m              | 48,15      | 7.         | NQ           | NQ           | NQ        | NQ        | NQ    | NQ      | [ 7 ]  |
| Ivan Wakit                                | Bieg na 400 m przez plotki | 53,42      | 8.         | —            | —            | NQ        | NQ        | NQ    | NQ      | [ 8 ]  |
| Allan Akia Peter Pulu Amos Ali Subul Babo | Sztafeta 4x100 m           | DNF        | DNF        | —            | —            | NQ        | NQ        | NQ    | NQ      | [ 9 ]  |
| Samuel Bai Ivan Wakit Amos Ali Subul Babo | Sztafeta 4x400 m           | 3:19,92    | 7.         | —            | —            | NQ        | NQ        | NQ    | NQ      | [ 10 ] |

### Podnoszenie ciężarów
Mężczyźni
| Zawodnik     | Konkurencja | Rwanie | Rwanie  | Podrzut                        | Podrzut | Wynik końcowy | Wynik końcowy | Źródło |
| Zawodnik     | Konkurencja | Wynik  | Pozycja | Wynik                          | Pozycja | Wynik         | Pozycja       | Źródło |
| ------------ | ----------- | ------ | ------- | ------------------------------ | ------- | ------------- | ------------- | ------ |
| Peter Kilapa | do 70 kg    | 120 kg | 24.     | Nie zaliczył żadnego podejścia | —       | —             | —             | [ 11 ] |